# Tommie Smith
Thomas "Tommie" Smith (Acworth, 6 de junho de 1944) é um ex-velocista e jogador de futebol americano da American Football League norte-americano.

## Carreira
Smith tornou-se mais conhecido por sua vitória nos 200 metros rasos nos Jogos Olímpicos de Verão de 1968 quando pela primeira vez derrubou a barreira dos 20 segundos, cravando 19s83. Durante a cerimônia do pódio Smith, assim como seu compatriota John Carlos, e com apoio do australiano Peter Norman, ergueram os punhos direitos fechados, uma saudação do Black Power — fato este que causou controvérsias pelo uso político dos Jogos Olímpicos — gesto entretanto que tornou-se um marco na história das lutas dos afro-americanos pelos direitos civis.

## Prêmios e honrarias
- 2008 — Arthur Ashe Courage Award